# Kościół Wniebowzięcia Najświętszej Maryi Panny w Wielowsi
Kościół Wniebowzięcia Najświętszej Maryi Panny w Wielowsi – zabytkowy kościół parafialny w dekanacie toszeckim diecezji gliwickiej, w powiecie gliwickim województwa śląskiego.

## Historia kościoła
Kościół zbudowano w XV wieku. W 1575 roku został przejęty przez ewangelików i był w ich posiadaniu aż do 1629 roku. W latach 1679–1687 zmieniono wezwanie kościoła z Narodzenia na Wniebowzięcie Najświętszej Maryi Panny.
Organy wybudował prawdopodobnie Carl Volkmann.